# ماركو ماتيراتزي
ماركو ماتيراتزي (Marco Materazzi) (ليتشي، 19 أغسطس 1973) لاعب خط الدفاع في نادي انترميلان والمنتخب الإيطالي لكرة القدم. وهو أحد الذين ينسب اليهم الفضل في قيادة المنتخب الإيطالي إلى الفوز بكأس العالم 2006 في ألمانيا بعدما قدم أداء ممتازا وراقيا توجه بهدفين احدهما في مرمى المنتخب الفرنسي في النهائي ؛ كما أنه السبب في طرد قائد الفرنسيين زين الدين زيدان بعد الحادثة الشهيرة بينهما والتي أنتهت بطرد الأخير من المباراة النهائية لتكون سببا من أسباب هزيمة الفرنسيين للمباراة، مع العلم بانه شهير بلعبه الخشن والذي اظهره في أكثر من مباراة.

## مسيرته الكروية
فبعد أن بدأ ماركو مسيرته الكروية في أندية متواضعة ؛ أستطاع الظهور في دوري الدرجة الأولى الإيطالية عبر نادي بيرودجا الذي أعاره في موسم 98/99 إلى نادي ايفرتون. لكن الإعارة لم تصاحبها رغبة بالاحتفاظ باللاعب الذي لعب 27 مباراة طرد خلالها 3 مرات ونال 12 بطاقة صفراء فيها ذلك لأنه لم يلعب بطريقة نزيهة.
لكن بعد عودته من إنجلترا؛ تطور لعب ماركو حيث عاد وأصبح قائد الفريق الإيطالي ونجم نجومه. ماركو عرف طريقه إلى النجومية والشهرة بعد موسم 2000/2001 وذلك حينما قدم مستوى عالي صاحبه تسجيله لاثنا عشر هدفا في دوري الدرجة الأولى الإيطالي ليحطم بهذا رقم مدافع الانتر السابق فاكيتي والمسجل بعشرة اهداف. ليصبح ماركو ماتيراتزي أكثر المدافعين الطليان شهرة ذلك الموسم واكثرهم طلبا من قبل الاندية. كما أنه كوفئ من قبل مدرب منتخب إيطاليا جوفاني تراباتوني بالاستدعاء إلى صفوف المنتخب الإيطالي ليخوض مباراته الدولية الأولى وذلك أمام جنوب أفريقيا.

## مع إنتر ميلان
أستطاع الإنتر جلب ماتيراتزي في صيف 2001 بعد منافسة حامية عليه. ماركو الذي انضم إلى المدافع الكولومبي ايفان كوردوبا في فريق الانتر اثبت أنه صفقة مربحة لنادي ماسيمو موراتي وذلك عندما حل المشاكل الدفاعية التي كان يعاني منها فريق الانتر وليشكل ثنائيا صلبا مع زميله في الفريق كوردوبا أمام حارس المرمى الدولي فرانشيسكو تولدو. الانتر أبدع ذلك الموسم وكاد أن يحقق لقب السكوديتو لو لا الهزيمة الشهيرة التي مني بها في الجولة الأخيرة أمام نادي لاتسيو 2/4 والتي فجرت مفاجئة من العيار الثقيل كون لاتسيو هزم المتصدر الذي يمتلك أقوى خط دفاع ذلك الموسم وليفوز اليوفنتوس بالبطولة الإيطالية ذلك السنة بسبب هذه الهزيمة المرة. مستواه الراقي تلك السنة أهله ليكون مدافع العام في إيطاليا وليكون ضمن الفريق الذي يرحل إلى كوريا واليابان لخوض غمار مونديال 2002.
لعب ماتيراتزي بشكل ممتاز مع الانتر في موسمه الثاني حيث حل في المركز الثاني، وهو الذي خرج من نصف النهائي في دوري الابطال الأوروبي أمام ميلان الغريم التقليدي. لكن ماركو واجه بعض المتاعب في موسميه اللاحقين ولاسيما بعد أصابة قوية غيبته فترة عن الملاعب ثم الإيقاف لشهرين بعد أن ضرب أحد المدافعين في الدوري الإيطالي.
لكن ورغم مشاكله مع الانتر ومع روبيرتو مانشيني مدرب الانتر في موسم 2005/2006 ؛ أستطاع ماركو أن يشارك بقوة في فوز الانتر بكأس الاتحاد الإيطالي بعد الفوز على روما بمجموع 3/0 ذهابا وايابا. لكن المفاجئة القوية هي أستدعاء ليبي له ليكون ضمن الفريق الإيطالي المشارك في كأس العالم 2006 في ألمانيا.

## كأس العالم 2006
لم يكن أستدعاء ليبي لماركو ماتيراتزي للمشاركة في كأس العالم المقبلة متوقعة بالمرة نظير المشاكل الكثيرة التي حدثت بينه وبين مانشيني مدربه في الانتر والذي وضعه في دكة البدلاء لفترة طويلة في الموسم السابق للمونديال. لكن ليبي عزا أستدعاءه لماتيراتزي إلى التشكيلة الإيطالية كونه يعتبره مدافعا عملاقا ولاعبا يحتاج مثله، ماركو لم يخيب ظن ليبي وذلك حينما أستغل أصابة ألساندرو نيستا في المباراة أمام التشيك ليشارك مكانه في التشكيلة الأساسية وليفتتح النتيجة لإيطاليا في تلك المبارة بضربة رأسية.
ورغم تعرضه إلى الطرد في المبارة اللاحقة ؛ إلا أنه عاد من جديد أمام ألمانيا حيث كان سدا منيعا هو و كانافارو أمام هداف المونديال ميروسلاف كلوزيه. إيطاليا تأهلت إلى النهائي العالمي لتقابل فرنسا في مباراة الحلم الكبير.
و بعد تقدم فرنسا بهدف زين الدين زيدان من ضربة جزاء تسبب فيها ماتيراتسي نفسه ؛ أستطاع المدافع ادراك التعادل لإيطاليا من ضربة رأسية أثر ركلة ركنية في الدقيقة العشرين. ولقد تألق ماركو في المباراة حينما أستطاع مع كانافارو كسر خطورة زيدان وهنري حتى أتت الدقيقة 115 من عمر المباراة حينما أستفز ماتيراتسي زيدان بكلمات نابية أثارت غضب الأخير لينطحه برأسه تلك الضربة الشهيرة التي تسببت بطرده من المباراة. وبعد أن ذهبت المباراة إلى الركلات الترجيحية نفذ ماتيراتزي ركلته الترجيحية بنجاح ولتخسر فرنسا في نهاية المطاف أمام الطليان الذين أحتفلوا بالفوز الرابع لهم في المونديال العالمي.

## السكوديتو 15
بعد أبداعه في الكأس العالمية ؛ أكمل ماتيراتزي الذي أصبح معشوق جمهور الانتر ومصدر فخره مسيرة تألقه وأستطاع أن يقود الانتر إلى الفوز بالدوري الإيطالي وعلى أرض الملعب بعد غياب 17 عاما. وهو كانت له اليد الطولى في الإنجاز الغالي بعد أن تألق دفاعيا فمنع الكثير من الأهداف وهجوميا أيضا حينما سجل عشرة أهداف ساهمت في فوز الانتر باللقب الغالي فيما عرف بالسكوديتو 15. كما أن الإعلان الرسمي لفوز الانتر أتى بعد فوز الانتر على سيينا 2/1 بهدفي ماتيراتزي نفسه ؛ مستغلا خسارة ملاحقه روما الذي أنهى الموسم خلف الانتر في المركز الثاني وبفارق 22 نقطة.
يعد ماتيراتزي من كبار اللاعبين الطليان ؛ فمن كونه صاحب الرقم القياسي في تسجيل مدافع لاهداف في موسم واحد في الكالتشيو إلى قدومه إلى الانتر قدوم الابطال موسم 2001 ومساعدته القوية في تحسين دفاع الفريق إلى نجاحه بقيادة المنتخب الإيطالي إلى الفوز في العرس العالمي بتسجيله هدفين في اربع مباريات لعبها وليكون هداف الفريق مناصفة مع المهاجم لوكا توني. وهو لايزال على خلاف مع زيدان بعد الحادثة الشهيرة بينهما وان ابدى ماركو اسفه لمن شاهده يتلفظ على زيدان بتلك الكلمات ولا سيما الأطفال من دون أن يتأسف لزيزو. وجمهور ملعب جوزيبي مياتسا يتغنى دوما به " Tutti Pazzi Per Materazzi " والتي تعني الكل مجنون بماتيراتزي.
الإنجازات :
- الدوري الإيطالي أربع مرات (2005/2006 و 2006/2007 و 2007/2008 و 2008/2009)
- كأس إيطاليا مرتين (2004/2005 و 2005/2006).
- كأس السوبر الإيطالية مرتين (2005 و 2006).
- كأس العالم (2006).
- دوري ابطال أوروبا (2010)

## روابط خارجية
- ماركو ماتيراتزي على موقع الاتحاد الدولي (مؤرشف)  (الإنجليزية)
- ماركو ماتيراتزي على موقع الاتحاد الأوربي (الإنجليزية)
- ماركو ماتيراتزي على موقع قاعدة بيانات كرة القدم.إي يو (الإنجليزية)
- ماركو ماتيراتزي على موقع ليكيب (الفرنسية)
- ماركو ماتيراتزي على موقع ناشيونال فوتبول تيمز (الإنجليزية)
- ماركو ماتيراتزي على موقع Soccerbase.com (لاعب) (الإنجليزية)
- ماركو ماتيراتزي على موقع Soccerway.com (الإنجليزية)
- ماركو ماتيراتزي على موقع عالم كرة القدم.نت (الإنجليزية)
- ماركو ماتيراتزي على موقع كووورة